# Projekt Venus

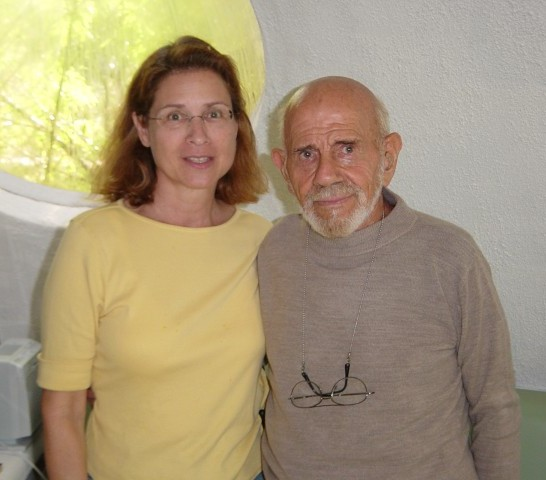
Jacque Fresco obok Roxanne Meadows

Projekt Venus (ang. The Venus Project)  – organizacja, której celem jest poprawa warunków bytowania społeczeństwa poprzez skłonienie się ku gospodarce opartej na zasobach, zrównoważonemu rozwojowi, efektywnemu zarządzaniu energią i zasobami naturalnymi oraz automatyzacji. Organizacja została założona około roku 1975 przez Jacque'a Fresco i Roxanne Meadows w Venus na Florydzie, w USA.

## Idee
Projekt Venus opiera się na założeniu, że ubóstwo, przestępczość, korupcja i wojny są wynikiem niedostatków stworzonych przez obecny, zorientowany na zysk, światowy system gospodarczy.
Według teorii Jacque'a Fresco, mającej wyraz m.in. w Ruchu Zeitgeist, badania sprzyjające postępowi w technologii, prowadzone niezależnie od ich bezpośredniej rentowności, spowodowałyby wzrost ilości dostępnych dla ludzkości zasobów, produktów i materiałów. Zmniejszyłoby to dążenia ludzi do niezależności, korupcji i chciwości, w zamian wykształcając wśród nich skłonność do niesienia sobie wzajemnej pomocy.
Fresco uważa, że obecny system monetarny wyniszcza społeczeństwo, nie pozwalając jednostkom skupić się na samorealizacji. Przyrównuje aktualną sytuację światową do tej z doby Wielkiego Kryzysu, twierdząc, że jej rezultatem będzie rodzący się globalny brak zaufania do obecnej gospodarki wolnorynkowej, kapitalizmu i systemu pieniężnego. Według założycieli, fundamentalne dla realizacji projektu jest wyeliminowanie obecnego pieniądza na rzecz gospodarki opartej na zasobach naturalnych.
Podstawą ruchu jest wprowadzenie automatyzacji, gdzie ludzka praca zostanie zastąpiona przez technologię. Dzięki temu ludzie będą mogli poświęcić się kreatywnej pracy według swoich umiejętności i chęci, zamiast wykonywać mechaniczne czynności, które w zupełności mogą być zastąpione przez obecne technologie.
Zdaniem Fresco taka sytuacja nie doprowadzi do technologicznego bezrobocia, gdyż wszystkie podstawowe potrzeby każdego człowieka będą w zupełności zaspokojone, a kolejne wprowadzane wraz z technologicznym postępem.
Wszystkie bezproduktywne formy pracy nie będą potrzebne (przykładem są: instytucje finansowe, urzędy itd.), co umożliwi ludziom zajęcie się konkretnymi problemami. Taka sytuacja wyeliminuje konkurencyjność, korupcję, przestępstwa na tle finansowym, walki na tle rasowym i religijnym, wojny oraz wiele innych problemów, z którymi żaden obecnie istniejący system nie jest w stanie sobie poradzić.
Jacque Fresco mówi o nowym projekcie, że nie jest on doskonały i nigdy doskonałym nie będzie. Ma się on zmieniać zależnie od potrzeb ludzi, a nowe udogodnienia będą wprowadzane na bieżąco, korzystając z technologii (tzw. Baz Wiedzy), gdzie zgromadzona będzie cała wiedza.

## Reakcja publiczna
Zgodnie z treścią wywiadu z Fresco i Meadows z 2008, Fresco podaje brak uwierzytelnienia jako powód trudności w uzyskaniu wpływu w kręgach akademickich.
Dodaje, że kiedy uczelnie zapraszają go do wypowiedzi, często nie dają mu wystarczająco dużo czasu, aby mógł wyjaśnić swoje poglądy.

## Założyciele
Jacque Fresco sam siebie określa jako futurologa i "społecznego projektanta". Nie posiada formalnego wykształcenia uniwersyteckiego. Roxanne Meadows jest byłą artystką portretową.

## Rozgłos
Projekt Venus został przedstawiony w rozprowadzanym za darmo filmie Zeitgeist: Addendum, przedstawiającym niektóre z globalnych problemów społecznych oraz propozycje ich rozwiązania.
Istnieje także film Future By Design (również rozprowadzany za darmo), w którym przedstawione są plany miast oraz nowoczesne rozwiązania konstrukcyjne i technologiczne dla wsparcia Projektu Venus.
W 2010 roku Jacque Fresco wraz z Roxanne Meadows odbyli podróże do różnych krajów, gdzie spotykali się z członkami ruchu The Zeitgeist Movement (TZM). W tym czasie prowadzone były otwarte wykłady i prezentacje.

## Ruch Zeitgeist
Ruch Zeitgeist był ramieniem aktywistów Projektu Venus. Jego podstawy są rozpowszechniane w dostępnej bezpłatnie w Internecie książce The Zeitgeist Movement – Observations and responses. Activist Orientation Guide. W 2011 roku TZM (The Zeitgeist Movement) stał się niezależną platformą dla aktywistów promujących koncept Gospodarki Opartej na Zasobach (RBE), jednak z pominięciem specyficznych, stworzonych przez Jacque'a, projektów architektonicznych.